# روسكو براون
روسكو براون (بالإنجليزية: Roscoe Brown)‏ هو طيار أمريكي، ولد في 9 مارس 1922 في واشنطن العاصمة في الولايات المتحدة، وتوفي في 2 يوليو 2016 في Riverdale, Bronx ‏ في الولايات المتحدة.